# 張增泰
張增泰（1928年—1962年4月15日），臺灣鐵路警務人員，福建省雲霄縣人，在臺灣省臺北縣南港鎮 （今台北市南港區） 南港車站為救兩人而殉職，於該車站設有紀念牌。

## 殉身
張增泰為福建雲霄人，曾參加1955年的甲級警察行政人員特種考試及格，殉職时任松山鐵路警察派出所巡佐，服務鐵路警察局己達十三年之久，歷年考績均列優等。
1962年4月15日晚10點，一個卅餘歲的成人（事後查出為廖聰明）及年約十二歲、就讀於龍山國民小學之學童，應南港大拜拜在親友家作客後，準備搭10時22分自南港開往中壢的第117次普通車回家，但卻從鐵路進入月臺，恰好20分時高雄開往基隆的第3002次飛快車通過，在南港車站服勤務的張增泰目擊他們遇險，奮勇搶救，三人皆死。
張增泰遺有妻女三人，長女張玉君當年三歲，次女張玉芳尚在襁褓，身後蕭條。由鐵路警察局副局長張惠如辦理善後。16日上午，臺灣省警務處處長郭永至極樂殯儀館慰問其遺屬。
事後，臺灣鐵路管理局在南港車站設一個紀念牌，上面記載著張的事蹟，並題字「捨生取義」，後隨著臺北鐵路地下化專案完工後，遷移至南港車站地下車站剪票口處。同樣因殉職而立有紀念牌的還有楊榮華。
1975年5月11日晚上9點多，有一位同名同姓的廖聰明同樣在南港站被火車撞擊死亡。
2011年3月29日，張增泰、閻獻君、陳良權及周其僾入祀淡水忠烈祠，由時任新北市市長朱立倫主祭，時任新北市議員蔡錦賢、鄭戴麗香以及市政府各局處首長、新北市後備指揮部代表、各區區長、烈士家屬、軍方以及警方代表等共320多人陪祭。

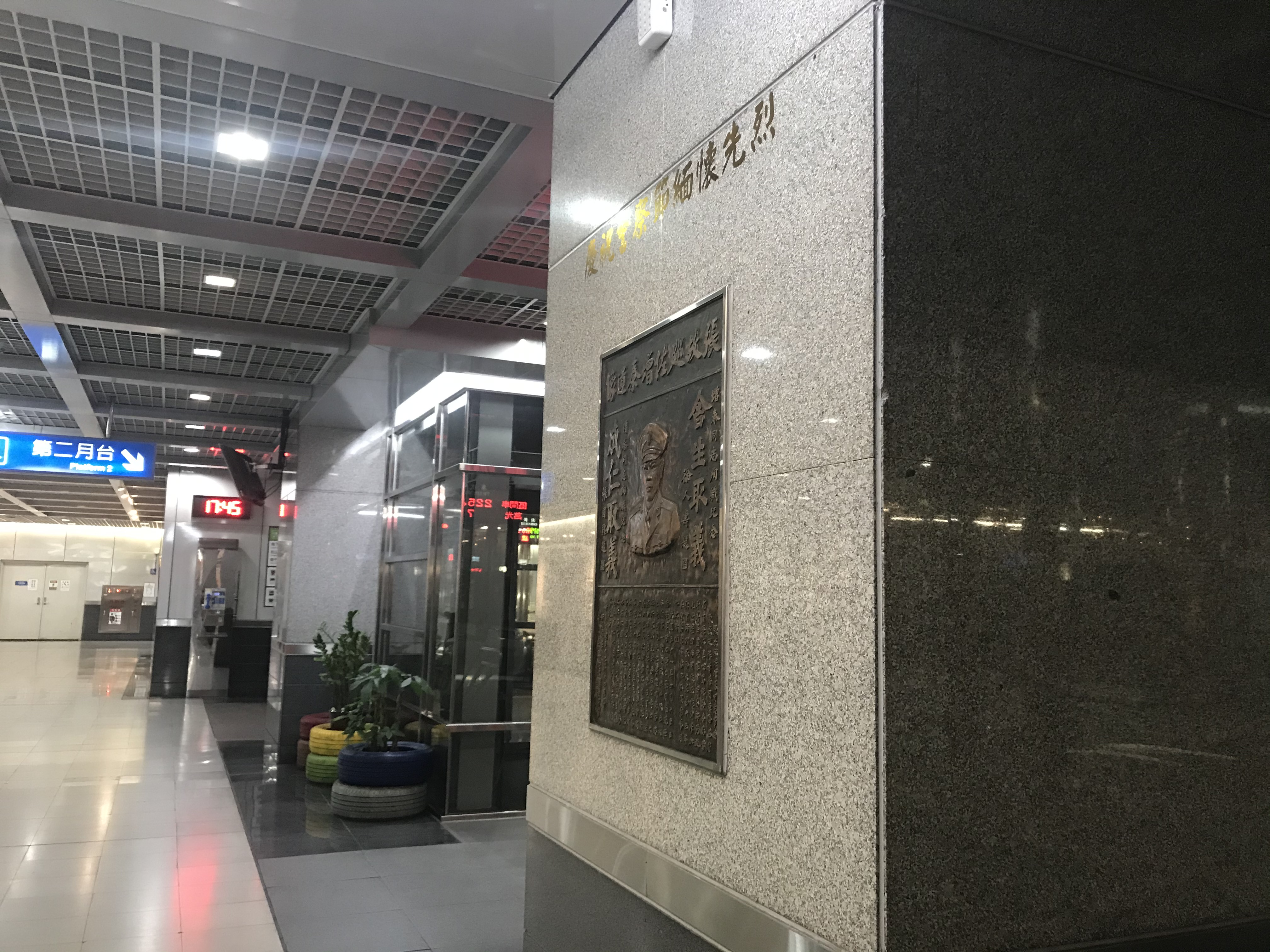
南港車站第二月台入口旁的張增泰殉職紀念牌